# Xalet de la Molina
El Xalet de la Molina és una obra arquitectònica a la Molina, al municipi d'Alp inclosa en l'Inventari del Patrimoni Arquitectònic de Catalunya.

## Descripció
Edifici de planta amb forma de ela, que té al bell mig de l'angle l'entrada principal. És una construcció acomodada a la idea de Xalet-Refugi. Els baixos són espaiosos, destinats a activitats comunes i tenen finestres grans, d'arc de mig punt, mentre que als pisos superiors, les obertures són més petites i són les que pertanyen a les habitacions. A l'últim pis, aquestes obertures són finestres de mansarda. El teulat és a dues vessants, cobert de llicorella.

## Història
El Xalet de la Molina va ser inaugurat pel Centre Excursionista de Catalunya el dia 6 de desembre de 1925. Construït per l'arquitecte Josep Danés, està situat a mig aire del Serrat del Sitjar, al lloc on hi havia l'inacabat Porxo Nou del Sitjar. Tenia una capacitat inicial de 80 llits i 50 lliteres. Ha estat remodelat i ampliat diverses vegades. El 1929 se li afegí un edifici que ha estat usat com a garatge i guardaesquís, el 1949 s'augmentà la capacitat fins a més de 200 llits, a més de fer més espaioses les sales d'estar i el menjador, i finalment ha estat restaurat durant els anys 1984 i 1985.
Aquest xalet és la primera construcció moderna de la Molina i la que inicià aquest nucli esportiu.
L'any 2007 tancà les portes pel risc d'esfondrament de l'edifici a causa del deteriorament dels fonaments i altres elements estructurals, provocat pel desplaçament del terreny durant la construcció d'uns apartaments en una parcel·la veïna. Després de diversos intents per trobar finançament per a remodelar-lo, l'any 2011 el CEC, en assemblea extraordinària, aprovà la venda de l'edifici.